# 2770 Tsvet
2770 Tsvet eller 1977 SM1 är en asteroid i huvudbältet som upptäcktes den 19 september 1977 av den rysk-sovjetiske astronomen Nikolaj Tjernych vid Krims astrofysiska observatorium på Krim. Den har fått sitt namn efter ryssen Michail Tsvet.
Asteroiden har en diameter på ungefär 7 kilometer.